# لنوو
لِنُوُو (به چینی: 联想集团) یک شرکت رایانه‌ای چندملیتی چینی است، که از بزرگترین شرکت‌های تولید و توزیع‌کننده لپ‌تاپ، رایانه شخصی (PC)، تجهیزات جانبی و دیجیتالی در جهان می باشد.
دفاتر مرکزی شرکت لنوو در شهرهای پکن و موریزویلِ کارولینای شمالی قرار دارند. این شرکت با نام اصلی «لِجند» (Legend) در سال ۱۹۸۴ توسط لیو شوانژی در شهر پکن تأسیس شد و در سال ۱۹۹۳ با پیشی گرفتن از دو شرکت اِی‌اِس‌تی و کامپک به بزرگترین تولیدکننده داخلی رایانه در چین تبدیل گشت. شرکت لجند به سال ۱۹۹۹ به مقام بزرگترین فروشنده رایانه شخصی در منطقه آسیا-اقیانوسیه (به غیر از کشور ژاپن) دست یافت و به منظور نوآوری در تولید رایانه و تأمین نیازهای مشتریان خود، اقدام به ایجاد چند مرکز تحقیق و توسعه نمود.
این شرکت، نام «لنوو» را در سال ۲۰۰۳ برای خود برگزید که برگرفته از «Le» ابتدای «Legend» و «novo» به معنای «نُوین» در زبان لاتین می‌باشد. (نام چینی آن: 联想 در پین‌یین: liánxiǎng به معنای «تداعی ایده‌ها» یا «خلاقیت» است. لنوو دو سال بعد از این تاریخ با واحد مربوط به تولید رایانه شخصی شرکت آی‌بی‌ام ادغام شد و و این واحد را که پیشتر زیان‌ده بود به سوددهی رساند و میزان فروش آن در سطح جهان افزایش یافت. بنابر برآوردهای دو شرکت پژوهشی و مشاوره‌ای فناوری اطلاعات گارتنر و آی‌دی‌سی در ماه اکتبر سال ۲۰۱۰، شرکت لنُووُ چهارمین شرکت بزرگ فروش رایانه شخصی در جهان اعلام شد. (سه شرکت دیگر به ترتیب اچ‌پی، ایسر و دِل بودند) گارتنر میزان رایانه‌های فرستاده شده به نقاط مختلف جهان توسط شرکت لنوو را ۹٫۱۴ میلیون واحد تخمین زد. در سال ۲۰۱۲ لنوو با ارسال ۱۳٫۸ میلیون دستگاه رایانه، پس از اچ‌پی، در رتبه دوم قرار گرفت.
در سطح جهانی، لپ‌تاپ‌های تینک‌پد و رایانه‌های رومیزی تینک‌ سنتر که به همراه بسته‌های نرم‌افزاری تینک‌وَنتِج ارائه شده و همچنین نمایشگرهای تینک‌ویژن و انواع لوازم جانبی رایانه را شامل می‌شود. این شرکت برای بازار داخلی چین، رایانه سرور و سایر ابزارهای دیجیتالی را نیز ارائه می‌دهد. لنوو محصولات خود را با تولید دوربین دیجیتال، تلفن همراه و تجهیزات شبکه نیز توسعه بخشیده است.
از رقبای شرکت لنوو در بازار رایانه می‌توان به اچ‌پی، دل، ایسر، ایسوس، اپل و اشاره کرد. این شرکت در حال حاضر بهترین نوع لپ تاب خود را که به نام لپ تاب لنوو نسل 12 است معرفی کرده است

## سری محصولات
1. ThinkPad: این سری برای کاربران حرفه‌ای و بیزنس طراحی شده است و شهرت زیادی به خاطر دوام و کیفیت ساخت بالا دارد. مدل‌هایی مانند ThinkPad X1 Carbon بسیار محبوب هستند.
2. IdeaPad: این سری بیشتر برای کاربران خانگی و دانشجویان مناسب است و ترکیبی از قیمت مناسب و کارایی خوب را ارائه می‌دهد. لپ‌تاپ‌های IdeaPad در مدل‌های متنوع با طراحی‌های مختلف عرضه می‌شوند.
3. Legion: این سری مخصوص بازی طراحی شده است و شامل قدرتمندترین پردازنده‌ها و کارت‌های گرافیکی است. لپ‌تاپ‌های Legion برای بازیکنانی که به دنبال تجربه‌های بازی با کیفیت بالا هستند، ایده‌آل است.[۳]
4. Yoga: این سری شامل لپ‌تاپ‌های تبدیل‌پذیر و بسیار انعطاف‌پذیر است که می‌توانند به صورت تبلت نیز استفاده شوند. Yoga برای کاربرانی که به دنبال دستگاه‌های چندکاره با طراحی زیبا هستند، مناسب است.
5. Flex: این سری نیز مشابه Yoga، دستگاه‌های تبدیل‌پذیری را ارائه می‌دهد اما با قیمتی پایین‌تر و ویژگی‌هایی کمتر نسبت به Yoga.